# Мёллер, Бальдюр
Бальдюр Мёллер (исл. Baldur Möller; 19 августа 1914, Рейкьявик — 23 ноября 1999) — исландский шахматист.
Шестикратный чемпион Исландии (1938, 1941, 1943, 1947, 1948 и 1950). В составе национальной сборной участник неофициальной и трех официальных шахматных олимпиад (1937, 1939, 1956). Первый исландский шахматист, который победил в турнире северных стран (1948 и 1950).